# Полдоллара с сидящей Свободой
50 центов с сидящей Свободой — монета США номиналом в 50 центов, которая чеканилась с 1839 по 1891 год. На аверсе монеты изображена женщина, символизирующая Свободу, а на реверсе белоголовый орлан — геральдический символ США. Имеет большое количество разновидностей, отличающихся как аверсом, так и реверсом.

## История
50 центов с изображением сидящей Свободы чеканились с 1839 по 1891 год. Подготовленный гравёром Кристианом Гобрехтом дизайн аверса был помещён на монетах номиналом в 5, 10, 25, 50 центов, а также на серебряный доллар.
Монета имеет много разновидностей, появление которых было связано с происходящими в то время событиями. Изначально вес монеты составлял 13,36 граммов. После открытия богатых залежей золота в Калифорнии и вызванной этим золотой лихорадки цена серебра возросла. Если ранее стоимость серебра к золоту составляла 1⁄16, то после стала 1⁄15. В результате стоимость серебра в монете стала выше её номинальной стоимости. Вес серебра 200 50-центовых монет стал эквивалентным не 100, а 106,5 долларов. Это привело к тому, что монеты стали переплавляться, принося прибыль предприимчивым дельцам.
В связи с этим содержание серебра в монете было уменьшено с 13,36 до 12,44 граммов. Для обозначения и соответственно защиты от переплавки монеты должны были содержать отличия от своих предшественников. В 1853 году были отчеканены 50-центовые монеты с 2 стрелками по бокам от года на аверсе, и лучами на реверсе. В 1854–1855 годах чеканились монеты лишь со стрелками на аверсе, а с 1856 монета приобрела первоначальный дизайн, сохранив при этом уменьшенный вес.
В конце Гражданской войны в США в связи с обострившимися религиозными чувствами многих американцев, потерявших родственников, либо уставших от военных лишений, 3 марта 1865 года был принят закон, согласно которому все серебряные монеты номиналом более 10 центов и золотые номиналом более 3 долларов должны содержать девиз «IN GOD WE TRUST» (с англ. — «На господа уповаем»). С 1866 года на реверсе 50 центов с сидящей Свободой над изображением орлана появилась лента с соответствующей надписью.
12 февраля 1873 года Конгрессом, при активном лоббировании, был принят акт, вошедший в историю как «преступление 73-го». Одним из результатов акта стало увеличение веса монеты с 12,44 до 12,5 граммов. На момент принятия акта уже была отчеканена серия монет весом 12,44 грамма. Новая серия содержала стрелки по обеим сторонам года на аверсе (как и на монетах 1853–1855 годов). С 1875 до 1891 года вновь стали чеканиться монеты массой 12,44 грамма без стрелочек около года.
50 центов с сидящей Свободой чеканились на 4 монетных дворах. О происхождении монеты из того или другого монетного двора свидетельствует небольшая буква под изображением орлана:
- отсутствует — монетный двор Филадельфии, Пеннсильвания
- CC — монетный двор Карсон-Сити, Невада
- O — монетный двор Нового Орлеана, Луизиана
- S — монетный двор Сан-Франциско, Калифорния

## Изображение

### Аверс
На аверсе монеты изображена сидящая на скале женщина, символизирующая Свободу. В правой руке она держит щит, на котором написано «LIBERTY», а в левой — палку с надетым на неё фригийским колпаком, символом свободы и революции. Женщина одета в тогу. Под изображением Свободы находится год чеканки монеты. Над ней полукругом расположено 13 звёзд.
Художником и гравёром была допущена ошибка, из-за которой правая рука выглядит непропорционально больше левой.
Изображение Свободы напоминает английский символ «Британия», который изображался на реверсе английских монет. По всей видимости, она и послужила прообразом Свободы, помещённой на 50 центах.
На аверсе монет 1853—1855 и 1873 (тип со стрелкой), 1874 годов по бокам от года расположены 2 стрелочки.

### Реверс
На реверсе монеты находится белоголовый орлан с расправленными крыльями — символ США, — держащий в когтях стрелы и оливковую ветвь. Над орлом находится надпись «UNITED STATES OF AMERICA», под ним обозначение номинала монеты «HALF DOL.» Под когтями орла может располагаться буква, показывающая, на каком из монетных дворов была отчеканена данная монета. На груди орла находится щит (подобный тому, который держит на аверсе монеты Свобода, но без косой линии с надписью «LIBERTY»). Отсутствие буквы свидетельствует о том, что монета выпущена в Филадельфии.
На реверсе монеты 1853 года вокруг орлана расположены линии, символизирующие лучи Солнца. В зависимости от того, располагается ли над изображением орлана девиз «IN GOD WE TRUST», различают тип «Без девиза» (англ. Without Motto) и «С девизом» англ. With Motto. Тип «Без девиза» чеканился в 1839–1865 годах, тип «С девизом» в 1866—1891 годах.

## Оценка качества монеты
Оценка качества монеты данного типа производится по следующим критериям:
- «Очень хорошо» (Very Good) — на щите Свободы на аверсе не стёрто как минимум 3 буквы слова «LIBERTY»;
- «Прекрасно» (Fine) — все 7 букв слова «LIBERTY» различимы;
- «Превосходно» (Very Fine) — буквы слова «LIBERTY» чёткие. Хорошо просматриваются горизонтальные линии в верхней части щита;
- «Отлично» (Extremely Fine) — хорошо виден глаз орла;
- «Необращавшаяся» (Uncirculated).

## Тираж
| Год                                           | Отчеканено в Филадельфии      | Отчеканено в Карсон-Сити | Отчеканено в Новом Орлеане | Отчеканено в Сан-Франциско |
| --------------------------------------------- | ----------------------------- | ------------------------ | -------------------------- | -------------------------- |
| 1839                                          | 1 972 400 (около 5)           |                          |                            |                            |
| 1840                                          | 1 435 008 (около 10)          |                          | 855 100                    |                            |
| 1841                                          | 310 000 (около 10)            |                          | 401 000                    |                            |
| 1842                                          | 2 012 764 (около 5)           |                          | 957 000                    |                            |
| 1843                                          | 3 844 000 (около 10)          |                          | 2 268 000                  |                            |
| 1844                                          | 1 766 000 (около 5)           |                          | 2 005 000                  |                            |
| 1845                                          | 589 000 (около 5)             |                          | 2 094 000                  |                            |
| 1846                                          | 2 210 000 (около 20)          |                          | 2 304 000                  |                            |
| 1847                                          | 1 156 000 (около 20)          |                          | 2 584 000                  |                            |
| 1848                                          | 580 000 (около 5)             |                          | 3 180 000                  |                            |
| 1849                                          | 1 252 000 (около 10)          |                          | 2 310 000                  |                            |
| 1850                                          | 227 000 (около 5)             |                          | 2 456 000                  |                            |
| 1851                                          | 200 750 (около 5)             |                          | 402 000                    |                            |
| 1852                                          | 77 130 (около 10)             |                          | 144 000 (около 5)          |                            |
| 1853 (тип «без стрелок») (тип «со стрелками») | 3 532 708 (около 10)          |                          | около 5 1 328 000          |                            |
| 1854                                          | 2 982 000 (около 30)          |                          | 5 240 000                  |                            |
| 1855                                          | 759 500 (около 15)            |                          | 3 688 000                  | 129 950                    |
| 1856                                          | 938 000 (около 30)            |                          | 2 658 000                  | 211 000                    |
| 1857                                          | 1 988 000 (около 75)          |                          | 818 000                    | 158 000                    |
| 1858                                          | 4 226 000 (около 200)         |                          | 7 294 000                  | 476 000                    |
| 1859                                          | 747 200 (800)                 |                          | 2 834 000                  | 566 000                    |
| 1860                                          | 302 700 (1000)                |                          | 1 290 000                  | 472 000                    |
| 1861                                          | 2 887 400 (1000)              |                          | 2 532 633 (около 5)        | 939 500                    |
| 1862                                          | 253 000 (550)                 |                          |                            | 1 352 000                  |
| 1863                                          | 503 200 (460)                 |                          |                            | 916 000                    |
| 1864                                          | 379 100 (470)                 |                          |                            | 658 000                    |
| 1865                                          | 511 400 (500)                 |                          |                            | 675 000                    |
| 1866 («без девиза») («с девизом»)             | 744 900 (725)                 |                          |                            | 60 000 994 000             |
| 1867                                          | 449 300 (625)                 |                          |                            | 1 196 000                  |
| 1868                                          | 417 600 (600)                 |                          |                            | 1 160 000                  |
| 1869                                          | 795 300 (600)                 |                          |                            | 656 000                    |
| 1870                                          | 633 900 (1000)                | 54 617                   |                            | 1 004 000                  |
| 1871                                          | 1 203 600 (960)               | 153 950                  |                            | 2 178 000                  |
| 1872                                          | 880 600 (950)                 | 257 000                  |                            | 580 000                    |
| 1873 (тип «без стрелок») (тип «со стрелками») | 801 200 (600) 1 815 150 (550) | 122 500 214 560          |                            | 5 000 228 000              |
| 1874                                          | 2 359 600 (700)               | 59 000                   |                            | 394 000                    |
| 1875                                          | 6 026 800 (700)               | 1 008 000                |                            | 3 200 000                  |
| 1876                                          | 8 418 000 (1150)              | 1 956 000                |                            | 4 528 000                  |
| 1877                                          | 8 304 000 (510)               | 1 420 000                |                            | 5 356 000                  |
| 1878                                          | 1 377 600 (800)               | 62 000                   |                            | 12 000                     |
| 1879                                          | 4 800 (1100)                  |                          |                            |                            |
| 1880                                          | 8 400 (1355)                  |                          |                            |                            |
| 1881                                          | 10 000 (975)                  |                          |                            |                            |
| 1882                                          | 4 400 (1 100)                 |                          |                            |                            |
| 1883                                          | 8 000 (1 039)                 |                          |                            |                            |
| 1884                                          | 4 400 (875)                   |                          |                            |                            |
| 1885                                          | 5 200 (930)                   |                          |                            |                            |
| 1886                                          | 5 000 (886)                   |                          |                            |                            |
| 1887                                          | 5 000 (710)                   |                          |                            |                            |
| 1888                                          | 12 001 (832)                  |                          |                            |                            |
| 1889                                          | 12 000 (711)                  |                          |                            |                            |
| 1890                                          | 12 000 (590)                  |                          |                            |                            |
| 1891                                          | 200 000 (600)                 |                          |                            |                            |

(в скобках обозначено количество монет качества пруф)